# 박효순
박효순(1977년 4월 27일~)은 롯데 자이언츠에서 뛰었던 전 야구 선수다. 2001년에 중간계투로 등판하여 데뷔전을 치렀으나, 0이닝 3피안타 1볼넷 3자책 4실점으로 부진했으며, 이후 추가 등판 없이 은퇴했다.

## 학력
- 부천고등학교
- 동아대학교

## 같이 보기
- 2001년 롯데 자이언츠 시즌